# 多情江山
《多情江山》，又名《董鄂妃传》、《多情皇妃·董小宛》，是香港导演李惠民执导的一部大型古装电视剧。讲述了清朝顺治皇帝二十多岁时一段短暂却意气风发的经历，描绘了这位“少年天子”与董鄂妃之间一段缠绵悱恻的传奇爱情。2013年4月22日在浙江横店影视城开机，7月29日杀青；2015年9月21日在浙江衛視首播。

## 播放時間及平台
| 頻道           | 所在地                            | 播映日期      | 播出時間          | 備註                                    |
| -------------- | --------------------------------- | ------------- | ----------------- | --------------------------------------- |
| 浙江衛視       | 中国                              | 2015年9月21日 | 每晚19:30         | 10月7日因為播出中國好聲音總決賽停播一次 |
| GEM TV Asia    | 香港 · 泰國 · 印度尼西亞 · 柬埔寨 | 2016年1月28日 | 每週一至週五19:00 | 國際版共77集                            |
| 中天綜合台     | 臺灣                              | 2016年4月20日 | 每週一至週五20:00 | 更名：董鄂妃傳                          |
| 中視數位台     | 臺灣                              | 2016年7月28日 | 每週一至週五21:00 | 更名：多情皇妃·董小宛                   |
| 八度空間       | 马来西亚                          | 2017年2月22日 | 每週一至週五17:00 | 國際版共77集                            |
| ntv7           | 马来西亚                          | 2019年7月30日 | 每週一至週五12:00 | 國際版共77集                            |
| Channel Ching  |                                   | 2017年1月30日 | 每週一至週五      |                                         |
| チャンネル銀河 | 日本                              | 2017年6月12日 |                   |                                         |

## 劇情
顺治和董鄂妃的爱情，遭到孝庄和王公议政会的强烈反对，董鄂妃（侯梦瑶 飾）以她对顺治（高云翔 飾）无私的爱以及她的善良孝顺聪慧，历经苦海劫难，终于感动孝庄（袁咏仪 飾）。孝庄转而支持顺董爱情，支持顺治满汉一家的政治改革……

## 演員表

### 皇宮
| 演员   | 角色         | 介紹 |
| 高云翔 | 顺治帝       | 感性固執，與兩任皇后(索爾娜、多娜)皆不睦，深愛董鄂氏，十分有自己的主張，后染上天花，去世。 |
| 侯梦瑶 | 董小宛       | 德妃→廢妃→德妃→皇贵妃→孝献端静皇后(追封) 戲中與將歷史上董鄂妃與江南才女董小宛結合，由汉人入籍滿人董鄂氏(鄂碩旗下)，與順治帝相戀。 聰明機智，溫婉賢淑，賢良淑德，在後宮中以德服人，但因是漢女身分，起初與多數嬪妃相處並不融洽。曾有孕，後為了順治得到兩皇旗印而自己打掉孩子，進而感動太后。 被果珍陷害下毒果珍，而被廢妃趕出皇宮，後以智謀平反重回皇宮，榮晉皇貴妃。 成為皇貴妃後，後宮安祥和諧。被太后和洪承疇讚許：雖非皇后，卻勝似皇后。 因深愛順治，在順治死後服藥自盡。       |
| 袁咏仪 | 孝庄太后     | 皇太后→太皇太后 博爾濟吉特‧布木布泰，訛傳名-大玉兒，為大清最聰明、有智慧、及美麗的女人。 一直在順治迷糊時提醒他，為保住福臨的帝位，常與順治鬧開。 初期厭惡董小宛，曾用毒詩本案陷害董小宛，後來接納董鄂氏。 |
| 徐麒雯 | 靈珠         | 兰贵妃→皇貴妃 陷害董小宛不成，後服自飲毒酒(自盡)去世。笑裡藏刀，處心積慮除掉爭寵之人，覬覦皇后之位。 曾用毒蝴蝶陷害果珍，但失敗；並設法用毒詩本（未果）和毒衣案陷害董小宛；慫恿索爾娜，使其做出失德失儀之事。 |
| 徐小飒 | 索尔娜       | 皇后→废后→靜妃 第一任皇后，博爾濟吉特氏，奢華傲慢，欺壓嬪妃，十分崇拜孝庄文皇后，與順治不睦，經常鬧開，無子，後被廢后降為靜妃。 董小宛曾勸阻皇上廢后，保其皇后之位，但索爾娜仍痛恨董鄂氏，後期化解恩怨。 錯認多娜皇后利用毒蝴蝶陷害果珍腹中的孩子。 |
| 刘越   | 果珍         | 敬嫔→敬妃→德妃→兰贵妃→廢妃 董鄂妃好友，后反目。 把自己打造成可愛天真的形像，與多娜及董小宛交好，其實城府極深、心機頗重，兩次有孕，其後小產。 第一次小產是自己跳舞摔掉的，藉由蝴蝶案轉移至被其他人陷害。 兩次對自己腹中胎兒下毒(皆是格格)陷害索爾娜及董小宛，渴望皇貴妃之位，甚至想要陷害與自己最好的多娜皇后以得到皇后之位。 被董小宛揭穿后被废贵妃之位，打入冷宮，後於冷宮真心事佛悔過。因得知皇上與董小宛相繼離世，感生無可戀，自盡而亡。                                       |
| 米露   | 多娜         | 蓉貴妃→皇后→孝惠皇太后 為第二任皇后，博爾濟吉特氏，孝莊太后的侄孫女、索爾娜的侄女，膽小怕事卻心地善良，當上皇后卻拿出皇后之威儀。 生下兩位格格，希望與皇帝生下阿哥，因皇帝專寵董小宛，所以無法達成心願，並對董鄂氏心生怨懟。 與果珍交好，厭惡靈珠、索爾娜和董小宛，並命令果珍監視董小宛，怕董鄂氏威脅自己的地位，後被皇帝得知，險些保不住皇后之位。 曾經提拔建議果珍晉位貴妃與皇貴妃，反對董鄂氏當皇貴妃，後來化解與董鄂氏之間的誤會。 完全不知道親近自己的果珍是後宮最陰險之人。 |
| 陈西贝 | 贤妃         | 贤妃 和皇貴妃喝同一氣，後來得知自己也被靈珠欺騙陷害，險些丟其性命，揭露靈珠種種陰謀，後禁足。 |
| 蔡蝶   | 博爾濟吉特氏 | 淑妃 和索爾娜同仇敵愾，對索爾娜不離不棄，並對索爾娜之話深信不疑，後期與索爾娜化解與董鄂氏之怨恨。 |
| 孙婉婷 | 佟佳氏       | 德妃→蓉貴妃→孝康皇太后 康熙（三阿哥）生母 與董鄂氏親如姐妹，性情溫婉善良。 |
| 馬捷   | 劉光才       | 漢人 內務府總管，忠心耿耿，大智若愚，武功高強而深藏不漏，為太后信任之太監，後為皇帝身邊服侍之人。 曾受太后之命加入天地會，做為皇宮之內應。後誘使天地會多人進入皇宮弒殺皇太后，結果讓皇帝將天地會一網打盡。 |
| 亓航   | 英格尔       | 順治御前侍卫 與董小宛侍女扣扣互相喜歡，經常用錯成語，被皇上、董小宛和扣扣取笑。 |
| 韩悦   | 宋扣扣       | 董小宛侍女 與順治御前侍卫英格尔互相喜歡，皇帝賜婚於英格爾。 |
| 吴谨言 | 婉儿         | 原太后侍女，後為董小宛侍女 幫太后監視董小宛。曾受太后指使以毒詩本案陷害董小宛。但忠誠對待董小宛，幫忙保守董鄂氏有身孕之事。 |
| 王雅   | 海兒         | 多那侍女。 |
| 李素欣 | 珠兒         | 靈珠侍女。 |
| --     | 雲兒         | 果珍侍女 與其主子果珍和馮太醫一起做出喪盡天良的壞事，後來全數招供，在冷宮服侍果珍。 |
| 董昭   | 金太醫       | 太醫院院首 曾為皇太后接生順治皇帝。對太后和皇上非常忠心。曾聽太后命令，在給董小宛的湯藥裡加一味避孕藥。在皇上得天花時，不顧被傳染，一心一意侍奉皇上，也因製不出治癒之藥而非常自責。 |
| 陳靜宇 | 馮太醫       | 太醫 果珍阿瑪曾救過馮家，所以馮太醫對果珍言聽計從，與果珍策劃出害人計畫，希望果珍晉為皇貴妃甚至皇后，以達成自己成為首席太醫之野心。後果珍被董小宛揭穿，馮太醫自盡而亡。 |
| 张冉怡 | 那琪         | 後宮製衣局女官 負責為靈珠傳話給簡親王，成為前廷後宮的傳聲筒。曾和靈珠策畫出驚人的毒衣案陷害董鄂氏。 後得知簡親王試圖殺之與賢妃揭發毒衣案，並在多人勸說下，招供簡親王弒君之罪行。 |
| 潘佳毅 | 玄烨         | 三阿哥→康熙皇帝 顺治皇帝三子，顺治驾崩后登上皇位。 |

### 其他
| 演员   | 角色     | 介紹 |
| 万梓良 | 洪承畴   | 漢人，議政會議之大臣，皇帝的師傅，足智多謀，為皇帝信任。 |
| 刘永   | 济尔哈朗 | 郑亲王，簡親王之父，對其子之殘忍計畫完全不知情。 原為議政會議之首席，因其子之事，褫奪其首席之位。 |
| 高仁   | 济度     | 和碩简亲王，靈珠之堂兄，手段狠毒，多次聯合前朝與后宮害人。曾與天地會掛鉤，並把自己殺洪承疇與鰲拜的計畫全數推給天地會。 曾陷害洪承畴與鳌拜，並聯合靈珠設下圈套毒害董小宛，事後甚至想殺掉其最愛的女人那琪與旗下屬那岳(那琪之兄)，並且計畫殺順治皇帝，後未果，被打入監牢，永不赦免。 |
| 芦勇   | 鳌拜     | 武官，議政會議之大臣，忠心耿耿，為太后信任，後為議政會議之首席大臣。 |
| 韓振華 | 索尼     | 議政會議大臣之一。與鄭親王和簡親王因彼此利益關係，通常站在同一陣線。 |
| 麻佳夕 | 那岳     | 簡親王旗下副統領，那琪之兄。為簡親王鍛鍊多名武士，以完成簡親王之野心，試圖利用武士弒殺洪承疇、鰲拜與皇帝，但皆失敗。 後因得知簡親王要殺掉自己與妹妹那琪，而逃出軍營，向鰲拜與皇帝揭露簡親王的真面目。                                                                             |
| 陈之辉 | 吴三桂   | 平西王。曾因天地會要脅其妻子陳圓圓，而與天地會合夥企圖謀反。 |
| 聂玫   | 陈圆圆   | 吴三桂之妻，董小宛好友。告訴董小宛吳三桂與天地會之事，後經董鄂氏之口告訴皇上。 |
| 王九胜 | 陈近南   | 清初天地會總舵主，計畫反清復明，試圖殺掉順治皇帝，後他和所有天地會堂主被劉光才騙入皇宮殺皇太后，結果被鰲拜及禁衛軍殺死。 |
| 胡建   | 宋船     | 宋扣扣唯一的哥哥，天地會的成員之一。隱瞞扣扣其真實身分，扣扣以為他是經商之人，經常東奔西跑到各地做貿易。後來與多數天地會人一起被殺死。 |
| 王淼   | 吴应熊   | 吳三桂與陳圓圓之子。 |
| 李中棠 | 隆科多   | |
| 颜东   | 李堂主   | 天地會成員之一。後與天地會多人一同被殺死。 |
| 李东翰 | 多尼     | 客串 |

## 电视原声带

### 中國大陸
| 曲序 | 曲目                         |      | 作曲         | 演唱         |
| ---- | ---------------------------- | ---- | ------------ | ------------ |
| 1.   | 《一生缘为这一眼》（片头曲） | 程池 | 羽沫         | 霍思宇       |
| 2.   | 《我注定爱你》（片尾曲）     | 程池 | 喻江、陆长河 | 刘可、王馨悦 |

### 台灣
中天電視
| 曲序 | 曲目                 |      | 作曲   | 演唱 |
| ---- | -------------------- | ---- | ------ | ---- |
| 1.   | 不是不寂寞（片頭曲） | 黃婷 | 丁噹   | 丁噹 |
| 2.   | 保護色（片尾曲）     | 小寒 | 施佳陽 | 丁噹 |

## 收視率
由CSM50数据参考而来，收视率包括全天收视指数和市场（收视）份额参数
| 平台     | 平均收视率 | 平均收视份额 | 備注 |
| 浙江卫视 | 1.041      | 2.936        |      |

## 评价
本片由于魔改历史人物，将董鄂妃（孝献皇后，满洲正白旗人，内大臣鄂硕之女，顺治帝一生最爱的女人）与董小宛（明末“秦淮八艳”之一，嫁于名流冒辟疆为妾）合并为一人，招致部分观众的严厉批评。然而，这并非华语影视圈第一次这样改编董鄂妃与董小宛的故事。

## 節目的變遷
| 中国 浙江衛視 每晚19:30起         | 中国 浙江衛視 每晚19:30起            | 中国 浙江衛視 每晚19:30起 |
| --------------------------------- | ------------------------------------ | ------------------------- |
|                                   | 多情江山 （2015年9月21日－10月20日） |                           |
| 鐵在燒 （2015年8月25日－9月16日） | 三個奶爸 （2015年10月21日－11月6日） |                           |

| 臺灣 中天綜合台 每週一至週五 20:00 - 21:00 | 臺灣 中天綜合台 每週一至週五 20:00 - 21:00 | 臺灣 中天綜合台 每週一至週五 20:00 - 21:00 |
| ------------------------------------------ | ------------------------------------------ | ------------------------------------------ |
|                                            | 董鄂妃傳 （2016年4月20日－7月11日）        |                                            |
| 雲中歌 （2016年2月22日－4月19日）          | 蜀山戰紀 （2016年7月12日－9月23日）        |                                            |

| 臺灣 中視數位台 每週一至週五 21:00 - 22:00 | 臺灣 中視數位台 每週一至週五 21:00 - 22:00  | 臺灣 中視數位台 每週一至週五 21:00 - 22:00 |
| ------------------------------------------ | ------------------------------------------- | ------------------------------------------ |
|                                            | 多情皇妃·董小宛 （2016年7月28日－10月17日） |                                            |
| 女醫·明妃傳 （2016年6月15日－7月27日）     | 幻城 （2016年10月18日－2017年1月9日）       |                                            |

| 马来西亚 八度空間 每週一至週五 17:00 - 18:00       | 马来西亚 八度空間 每週一至週五 17:00 - 18:00                                 | 马来西亚 八度空間 每週一至週五 17:00 - 18:00 |
| -------------------------------------------------- | ---------------------------------------------------------------------------- | -------------------------------------------- |
|                                                    | 多情江山 （2017年2月22日－2017年6月8日）                                     |                                              |
| 那年青春我們正好 （2016年12月26日－2017年2月21日） | 咱們相愛吧！ (2017年6月9日-2017年8月29日) 结束后 接 妇道，之后接 九州·天空城 |                                              |

| 马来西亚 ntv7 每週一至週五 12:00 - 13:00 | 马来西亚 ntv7 每週一至週五 12:00 - 13:00   | 马来西亚 ntv7 每週一至週五 12:00 - 13:00 |
| ---------------------------------------- | ------------------------------------------ | ---------------------------------------- |
|                                          | 多情江山 （2019年7月30日－2019年11月14日） |                                          |
| 妇道 （2019年6月3日－2019年7月29日）     | 傳奇大亨 （2019年11月15日-2020年1月14日）  |                                          |